# المثل من المقايضة (قصة)
المثل من المقايضة (بالإسبانية:Parábola del trueque) تمثل جزءًا من المجموعة القصصية التآمر عام 1952لخوان خوسيه أريولا، وهي تعد العمل الثاني بعد اختراع فاريا عام 1949، وتتناول قصة زوجين كانون يقطنون قرية صغيرة تطل على جزيرة. وفي يوم من الأيام وصل أحد القوادين إلى القرية وعرض على رجالها فكرة تبادل الزوجات المتقدمات في السن بأخرى ات شابات ذوات شعر أصفر وملئيلات بالحيوية. وبالفعل وافق هؤلاء الرجال الا واحدًا لم يرتضِ ذلك وأصر على الاستمرار مع زوجته، التي عاتبته وأهانته على ذلك قائلة لقد ارتكبت خطأً جسيمًا. ولكن لم تدم السعادة الزائفة طويلًا حيث اكتشف الرجال الذين وافقوا على فكرة تبادل الزوجات بأنهم كانوا يعيشوا في مسرحية هزلية كبيرة وأن عليهم الانتقام من القواد المحتال وأصبحت حالتهم لا يرثى لها. وعاش الذي لم يترك زوجته معها في سعادة بالغة.

## طالع أيضًا
- خوان خوسيه أريولا
- ماخض الجبال
- المنارة
- التآمر (مجموعة قصصية)
- سياق متناظر (مجموعة قصصية)
- بيستيريو (مجموعة قصصية)